# Dar"ja Čul'cova
Dar"ja Dzmitryeŭna Čul'cova (in bielorusso Дар’я Дзмітрыеўна Чульцова?in russo Дарья Дмитриевна Чульцова?, Dar'ja Dmitrievna Čul'cova; Shklow, 20 febbraio 1997) è una giornalista bielorussa che ha lavorato per il canale televisivo Belsat TV. Ha trasmesso l'evento dalla Piazza delle Riforme a Minsk, dove Raman Bandarėnka, un giovane designer, è stato picchiato a morte nel 2020 durante la manifestazione contro le elezioni presidenziali. È stata arrestata sul posto il 15 novembre 2020 e rilasciata nel settembre 2022.

## Biografia
Dar"ja Čul'cova è nata a Škloŭ, nella regione di Mahilëŭ, in Bielorussia. Sin da ragazzina si è interessata al giornalismo. Durante gli anni dell'università ha lavorato part-time per il sito web "Mogilev.Online". Si è laureata al Dipartimento di giornalismo dell'Università statale di Mahilëŭ nel 2020. Nel 2020 si è trasferita al canale televisivo Belsat TV e lì ha iniziato a lavorare come giornalista.

## Carriera

### Arrestata in piazza a Minsk
Pochi mesi più tardi, insieme alla giornalista Kacjaryna Andrėeva, è stata accusata di aver organizzato azioni contro l'ordine pubblico.  Il 15 novembre 2020, a Minsk, entrambe le giornaliste avevano infatti trasmesso l'evento di un crudele raid della "Milicija" e dei suoi affiliati nella Piazza delle Riforme, il luogo in cui Raman Bandarėnka era stato picchiato a morte in una manifestazione contro le elezioni presidenziali bielorusse del 2020.
Furono entrambe subito arrestate. Čul'cova non è stata liberata dopo l'arresto in piazza ma trasferita in una prigione a Žodzina, dove è stata trattenuta fino al processo. Il 24 novembre 2020, dieci organizzazioni, tra cui il Viasna Human Rights Centre, l'Associazione dei giornalisti bielorussi, il Comitato bielorusso Helsinki, hanno rilasciato una dichiarazione congiunta e l'hanno riconosciuta come prigioniera politica.

### Condannata
In un'udienza del tribunale di Minsk guidata dal giudice Natallja Buhuk il 18 febbraio 2021, Andrėeva e Čul'cova sono state condannate a scontare due anni di carcere per aver appoggiato le proteste bielorusse del 2020. Il pubblico ministero era Alina Kasjančyk, l'investigatore Ihar Kurylovič.
Il 23 aprile 2021, il tribunale della città di Minsk ha rifiutato l'appello contro la sentenza.

### Le reazioni
L'8 febbraio 2021, l'ambasciata americana in Bielorussia ha rilasciato una dichiarazione, chiedendo la liberazione di Čul'cova e Andrėeva.
Il 15 febbraio 2021 Tony Lloyd, membro della Camera dei Comuni del Regno Unito, ha posto la prigioniera politica sotto protezione del Regno Unito, Germania e Svizzera.
In seguito alla sentenza, il 18 febbraio 2021 il presidente della Polonia Andrzej Duda ha lanciato un appello pubblico per l'amnistia a Čul'cova e Andrėeva.
In conformità con la decisione del Consiglio dell'Unione Europea del 21 giugno 2021, il giudice Natallja Buhuk è stata inserita nell'elenco delle persone e delle organizzazioni sanzionate in relazione a violazioni dei diritti umani in Bielorussia per, tra l'altro, “numerose sentenze motivate politicamente contro giornalisti e manifestanti, in particolare la condanna di Kacjaryna Bachvalava (Andrėeva) e Dar"ja Čul'cova” e le violazioni dei diritti della difesa e ad un giusto processo. Con la stessa decisione, il sostituto procuratore presso il tribunale distrettuale Frunzėnski di Minsk, Alina Kasjančyk, è stata inclusa nell'elenco delle sanzioni. È stata ritenuta responsabile, tra le altre cose, per aver perseguito i giornalisti per "la registrazione di proteste pacifiche, sulla base di accuse infondate di 'cospirazione' e 'violazione dell'ordine pubblico'". Anche Kurylovič è stato inserito nella lista per aver preparato un procedimento penale politicamente motivato contro i giornalisti che hanno registrato proteste pacifiche.

## Premi e riconoscimenti
- Il 10 dicembre 2020 è stata nominata giornalista dell'anno (2020).[17][18][19]
- Il 10 marzo 2021 ha ricevuto il Premio intitolato a Dariusz Fikus dal Press Club Polska.[20]
- Insieme a Kacjaryna Andrėeva e Kacjaryna Barysevič, il 9 aprile 2021 ha ricevuto il premio Ales Lipaj (fondatore di BelaPAN) "Honour of Journalism".[21]
- Insieme a Kacjaryna Andrėeva il 7 giugno 2021 ha ottenuto l'Axel-Springer-Preis.[22]
- Insieme a Kacjaryna Andrėeva il 10 giugno 2021 ha ricevuto il Courage in Journalism Award, un premio della International Women's Media Foundation.[23]
- Insieme a Kacjaryna Andrėeva il 29 luglio 2021 è stata nominata vincitrice del Preis für die Freiheit und Zukunft der Medien (un premio tedesco nel campo della libertà di stampa).[24][25]
- Insieme a Kacjaryna Andrėeva, Kacjaryna Barysevič e altri, il 12 agosto 2021 ha ricevuto il Free Media Award.[26]
- Insieme a Kacjaryna Andrėeva il 15 ottobre 2021 ha ottenuto il Prix Europa nella categoria "Giornalista europeo del 2021".[27][28]